# Цикл метаморфічний
Цикл метаморфічний (англ. metamorphic cycle, нім. metamorphischer Zyklus m) — природні мінералотворні процеси, що охоплюють усі перетворення, через які пройшли вже існуючі мінеральні комплекси в глибоких частинах твердої оболонки Землі при високих температурах та тиску зі зміною їх мінерального складу та структури.